# Tocco (ród)
Tocco – ród szlachty włoskiej, zamieszkujący południowe Włochy i panujący w średniowieczu w różnych państewkach łacińskich powstałych po IV krucjacie na terenie Bałkanów i wysp wokół dzisiejszej Grecji.

## Historia
Założyciel rodu - Guglielmo Tocco był synem Pietro Tocco z Melfi. Jako stronnik Andegawenów włoskich zarządzał terenami w królestwie Neapolu. Dzięki koneksjom rodzinnym i utrzymywaniu wysokiej pozycji na dworze neapolitańskim (mimo zawirowań politycznych) zapewnił rodowi panowanie na Peloponezie, w hrabstwie Kefalenii oraz wyspach u wybrzeży Grecji.
Po opanowaniu przez Turków Bałkanów przedstawiciele Rodu powrócili do południowych Włoch. Otrzymali od Ferdynanda I tytuł panów Calimery i Briatico. Dzieje rodu zostały spisane na przełomie XIV i XV wieku w Kronice Rodu Tocco.
Przedstawiciele:
- Guglielmo Tocco - gubernator Korfu
- Leonardo I Tocco - hrabia Kefalonii
- Leonardo II Tocco
- Carlo I Tocco - hrabia Kefalenii i despota Epiru
- Carlo II Tocco
- Leonardo III Tocco - ostatni hrabia Kefalonii i despota Arty
- Karol III Tocco - tytularny hrabia Kefalonii i despota Arty